# Danielle Pletka
Danielle Pletka (née le 12 juin 1963 à Melbourne, Australie) est une femme politique américaine.

## Positionnement politique
Vice-présidente du think-tank néo-conservateur de l'American Enterprise Institute (AEI), elle est spécialisée dans les études de politiques étrangères et de défense, notamment au Moyen-Orient et en Asie du sud, expert de l'EAI pour l'Irak. Fletka est aussi membre de la commission de libération de l'Irak.
Elle s'intéresse aussi de près au terrorisme et à la prolifération nucléaire. 
Elle se fait remarquer en janvier 2013 lorsqu'elle pose la question d'un supposé antisémitisme du républicain Chuck Hagel, désigné par Barack Obama comme secrétaire d'État.
En septembre 2020, elle affirme préférer voter pour Donald Trump plutôt que pour Joe Biden, même si elle déteste les « mensonges chroniques », « la grossièreté » et « les prises de positions erratiques » du premier.

## Parcours professionnel
- Membre du Comité des affaires étrangères du Sénat des États-Unis de 1992 à 2002 en tant que collaboratrice parlementaire de Jesse Helms[3].
- Écrit pour l'Insight Magazine de 1987 à 1992
- Assistante éditoriale au Los Angeles Times et pour Reuters depuis Jérusalem entre 1984 et 1985.